# Peep Show (album)
Peep Show (rozwijane jako Paralysing Expansive Energetic Power Show) – piętnasty album studyjny polskiej thrash metalowej grupy Acid Drinkers, który ukazał się 23 września 2016 roku nakładem wytwórni Makumba Music. Na płycie znalazło się 11 premierowych utworów.
Album został zarejestrowany głównie w Perlazza Studio w Opalenicy, którego właścicielem jest były gitarzysta Acid Drinkers Przemysław „Perła” Wejmann. Autorem okładki jest polski grafik Marcin Kulabko. Jest to pierwszy album Acid Drinkers wydany przez wytwórnię Makumba Music, prowadzoną przez menadżera zespołu, Macieja „Maka” Makowicza.
2 września 2016 roku w Programie Trzecim Polskiego Radia premierę miał pierwszy singiel, „Become a Bitch”, który następnie został udostępniony także za pośrednictwem serwisu YouTube.

## Lista utworów
Muzyka wszystkich utworów została skomponowana przez Acid Drinkers. Autorami wszystkich tekstów, poza wyszczególnionymi wyjątkami, są Tomasz „Titus” Pukacki oraz Marcin „Viking” Leitgeber.
| Nr  | Tytuł utworu          | Tekst       | Długość |
| --- | --------------------- | ----------- | ------- |
| 1.  | „Let’em Bleed”        |             | 3:42    |
| 2.  | „Monkey Mosh”         |             | 3:37    |
| 3.  | „Sociopath”           |             | 4:03    |
| 4.  | „Become a Bitch”      |             | 4:33    |
| 5.  | „Thy Will Be Done”    |             | 4:27    |
| 6.  | „50? Don’t Slow Down” |             | 4:34    |
| 7.  | „The Cannibal”        |             | 4:01    |
| 8.  | „God Is (Isn’t) Dead” |             | 3:56    |
| 9.  | „Diamond Throats”     |             | 4:32    |
| 10. | „Heavenly Hellfucker” |             | 2:50    |
| 11. | „After The Vulture”   | Emil Cioran | 5:38    |
|     |                       |             | 45:53   |

## Twórcy
| Zespół Acid Drinkers w składzie - Tomasz „Titus” Pukacki – śpiew, gitara basowa - Dariusz „Popcorn” Popowicz – gitara rytmiczna, gitara prowadząca - Maciej „Ślimak” Starosta – perkusja, produkcja - Wojciech „Jankiel” Moryto – gitara rytmiczna, gitara prowadząca, wokal wspierający | Inni - Przemysław „Perła” Wejmann – realizacja nagrań, współprodukcja - Jacek Miłaszewski – miksowanie, wpółprodukcja - Paweł Kałwak – współpraca przy miksowaniu - Marcin Kulabko – projekt okładki - Łukasz „Pachu” Pach – skład graficzny płyty |